# Ілляшівська сільська рада (Тростянецький район)
| Ілляшівська сільська рада — колишній орган місцевого самоврядування у Тростянецькому районі Вінницької області з адміністративним центром у с. Ілляшівка. Сільській раді були підпорядковані населені пункти: - с. Ілляшівка - с. Красногірка - с. Підлісне |

## Склад ради
Рада складалася з 16 депутатів та голови.

## Керівний склад сільської ради
| ПІБ                         | Основні відомості                                                                         | Дата обрання | Дата звільнення |
| --------------------------- | ----------------------------------------------------------------------------------------- | ------------ | --------------- |
| Василенко Людмила Дмитрівна | Сільський голова, 1969 року народження, освіта, Партія промисловців і підприємців України | 26.03.2006   | 31.10.2010      |
| Василенко Людмила Дмитрівна | Сільський голова, 1969 року народження, освіта вища, член Партії регіонів                 | 31.10.2010   |                 |

Примітка: таблиця складена за даними джерела